# TOI-1246
TOI-1246とは、地球から約169パーセク離れた場所に位置する恒星である。2022年、この恒星の周囲を公転している4個のミニ・ネプチューンサイズの太陽系外惑星がTESSによるトランジット法を用いた観測で発見され、更に未発見の惑星が存在する可能性も提示されている。

## 概要
TOI-1246は太陽半径の約0.86倍、太陽質量の約0.87倍を持つスペクトル分類がK型の恒星である。また、TOI-1246は単一の恒星であり、これまでの観測でTOI-1246から17~203天文単位の距離に見かけの等級が5~7等級離れた伴星が存在しないことが判明している。
「TOI-1246」の「TOI」はTESS object of interestであり、トランジット系外惑星探索衛星（TESS）による観測で周囲に惑星候補が検出された際に指定される。他に「TIC 230127302」「TYC 4423-02107-1」「Gaia DR2 1650110904522335744」等の名称も持つ。TIC 230127302の「TIC」はTESS Input Catalogを指し、TESSによる観測の対象となる恒星に与えられる。
| 太陽 | TOI-1246  |
| ---- | --------- |
| 太陽 | Exoplanet |

## 惑星系
| 名称 （恒星に近い順） | 質量          | 軌道長半径 （天文単位） | 公転周期 (日)       | 軌道離心率 | 軌道傾斜角  | 半径           |
| --------------------- | ------------- | ----------------------- | ------------------- | ---------- | ----------- | -------------- |
| b                     | 8.1 ± 1.1 M⊕  | 0.049 ± 0.002           | 4.30744 ± 0.00002   | —          | 87.9 ± 0.4° | 3.01 ± 0.06 R⊕ |
| c                     | 8.8 ± 1.2 M⊕  | 0.061 ± 0.002           | 5.904144 ± 0.000083 | —          | 89.3 ± 0.5° | 2.51 ± 0.08 R⊕ |
| d                     | 5.3 ± 1.7 M⊕  | 0.131 ± 0.004           | 18.65590 ± 0.00048  | —          | 89.5 ± 0.2° | 3.51 ± 0.09 R⊕ |
| e                     | 14.8 ± 2.3 M⊕ | 0.211 ± 0.007           | 37.9216 ± 0.0010    | —          | 89.3 ± 0.1° | 3.78 ± 0.16 R⊕ |
| f (候補)              | >25 M⊕        | —                       | 76.2日または93.8日  | —          | —           | 5 R⊕           |

### 発見

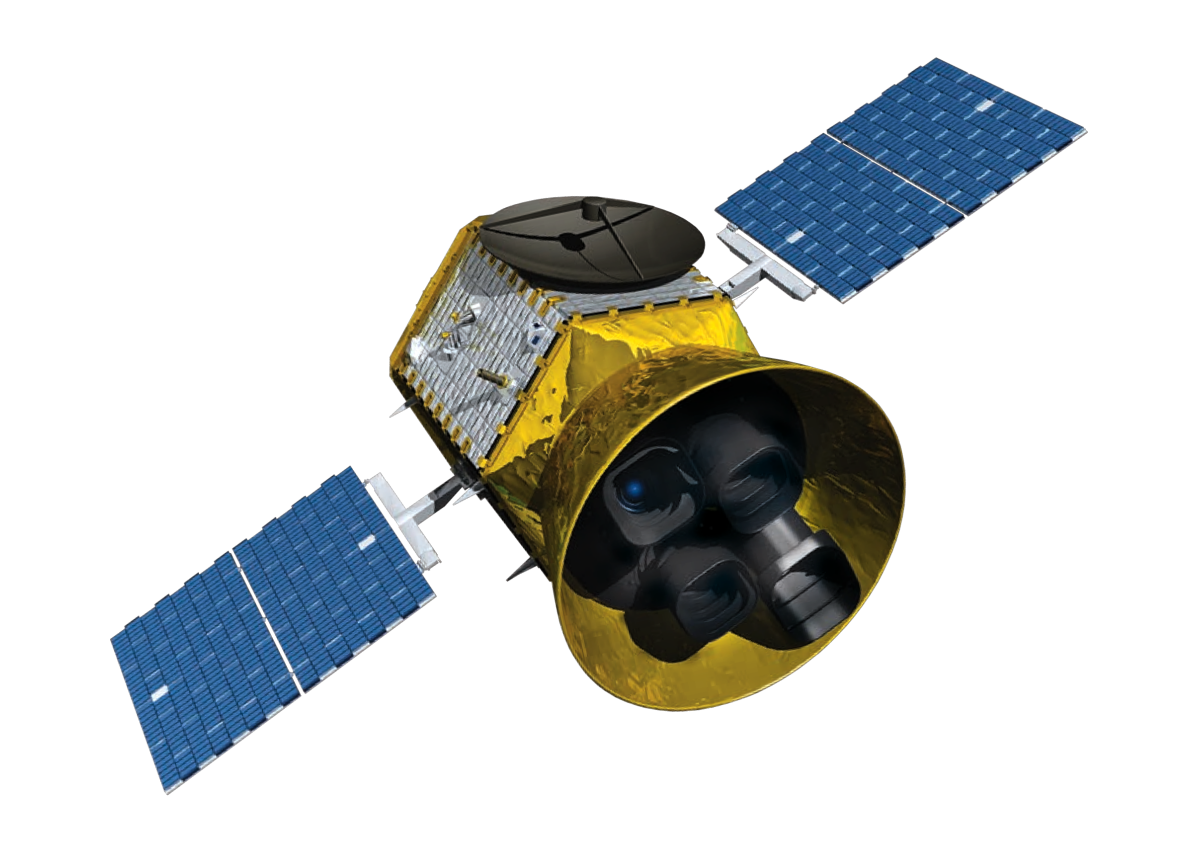
TOI-1246の惑星を発見したTESS

最初、TESSによるトランジット法を用いた観測で4つの惑星候補が存在する可能性が示された。TESS object of interest（TOI）が与えられ、恒星は「TOI-1246」、惑星候補はそれぞれ「TOI-1246.01」「TOI-1246.02」「TOI-1246.03」「TOI-1246.04」と指定された。2019年10月17日に.01と.02、2019年11月15日に.03がTOIに追加され、.04はコミュニティTOI（CTOI 230127302 e）として指定された。TOIが与えられた恒星および惑星候補はフォローアップ観測の対象となる。
TOI-1246の周囲を公転する4つの惑星候補はドップラー分光法を用いたフォローアップ観測を経て2022年に確認され、その発見を示す論文はarXivにて2022年4月25日に投稿された。惑星はそれぞれ主星から近い順に「TOI-1246 b（TOI-1246.02）」「TOI-1246 c（TOI-1246.03）」「TOI-1246 d（TOI-1246.01）」「TOI-1246 e（TOI-1246.04）」という名称が与えられた。

### 特性
4つの惑星の公転周期はbが4.31日、cが5.90日、dが18.66日、eが37.92日である。また、半径はbが2.97地球半径、cが2.47地球半径、dが3.46地球半径、eが3.72地球半径である。dとeは2:1の軌道共鳴の関係にある。これらの惑星は全てミニ・ネプチューン（海王星型惑星）である。水素・ヘリウムエンベロープの割合は、bが約5%、cが約2%、dとeは約10%である。
4つの惑星が存在する恒星としてはTOI-1246は明るく、継続的な観測に適している。

### 更なる惑星の可能性
b・c・d・eの惑星以外にトランジット信号は検出されていないが、更なる惑星が存在する可能性があることが示唆されている。

#### 惑星候補f
4つの惑星が発見された際、ドップラー分光法によってeよりも長い公転周期を持つ5番目の追加の信号（TOI-1246 f）が検出されている。この惑星候補fの公転周期のモデルは76.2日と93.8日の場合が考えられている。93.8日の惑星候補fが存在するパターンが一番可能性が高いとされている。fのトランジットはTESSによる観測で検出されておらず、トランジットを起こさない惑星である可能性が高いとされている。fの最小質量は25地球質量であり、この場合半径は約5地球半径を持つ他の4つの惑星よりも大きい海王星サイズの惑星と予測されている。
93.8日のf以外に公転周期が76.2日の6番目の惑星候補も存在している可能性も考えられている（76.2日と93.8日の公転周期を持つ惑星が両方存在するパターン）。つまり、惑星系全体で6つの惑星が存在する可能性がある。この仮説の調査にはより多くの観測データが必要となる。

#### その他の可能性
b・c・dが惑星候補、そしてeがまだ惑星候補としても発見されていなかったとき、公転周期が10.4日、半径が2.91地球半径の4番目の惑星が予測されている研究があった。これをTESSで検出することが期待されていたが、検出されず、存在すると仮定する場合惑星系が不安定になるため、存在しない可能性が高い。なお、これが更に低質量の惑星であった場合はこの限りでない。
トランジット法による観測では、eの公転周期~250日までの公転周期を持つ有意なトランジット信号は検出されなかった。これは、TOI-1246ですでに発見されている4つの惑星と同様の大きさを持つ追加のより公転周期の長いトランジットを起こす惑星が存在していないことを意味する。なお、cとd、dとeの軌道の隙間は比較的大きいため未知の惑星が存在する可能性も残されていたが、そのような惑星の存在を仮定すると惑星系の安定性が低下するため、軌道の隙間に未知の惑星が存在する可能性は低いと計算されている。